# Akira Fujishima

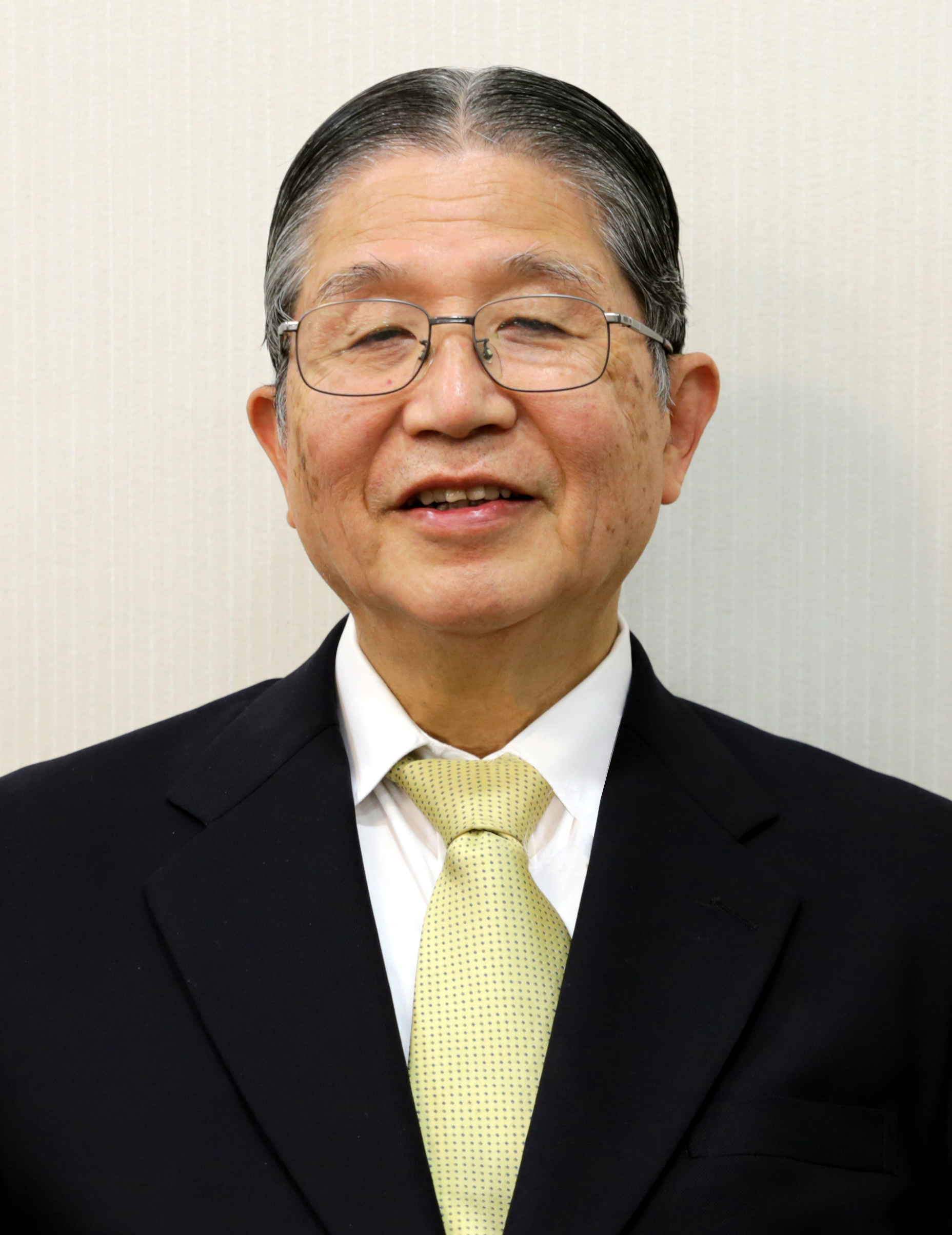
Akira Fujishima

Akira Fujishima (japanisch 藤嶋 昭, Fujishima Akira; * 10. März 1942 in der Präfektur Aichi) ist ein japanischer Chemiker, emeritierter Professor an der Universität Tokio. Er gilt als Pionier auf dem Gebiet der Forschung zur Künstlichen Photosynthese.
Fujishima machte 1966 seinen Bachelor-Abschluss als Ingenieur an der Staatlichen Universität Yokohama und wurde 1971 an der Universität Tokio in Chemie bei Ken’ichi Honda promoviert. Danach war er Assistenzprofessor an der Universität Kanagawa, wechselte 1975 als Assistant Professor an die Universität Tokio, wo er 1978 Associate Professor wurde und 1986 eine volle Professur erhielt und 2003 emeritierte.
Als Post-Doktorand war er 1976/77 an der University of Texas at Austin.
Bei der Arbeit an seiner Dissertation bei Honda entdeckte er die Photokatalytische Wasserspaltung an Titandioxid-Elektroden (Honda-Fujishima-Effekt). Obwohl sich herausstellte, dass die Anwendungen für Wasserstoffgewinnung begrenzt waren, fanden Fujishima eine andere nützliche Anwendung in der Selbstreinigung von damit beschichtetem Glas und Kacheln, wo es Wasser und Bakterien abweist. Es wird z. B. bei Straßenlampen und Autofenstern benutzt. Der Durchbruch von Fujishima mit der Entdeckung von Titandioxid als Katalysator bei der Wasseraufspaltung führte dazu, dass Titandioxid und andere Halbleiter danach im Zentrum der Forschung auf diesem Gebiet standen.
1982 erhielt Fujishima gemeinsam mit Ken’ichi Honda den Asahi-Preis. 2004 erhielt er mit Honda den Japan-Preis und 2003 erhielt er den ersten Heinz Gerischer Award der Europa-Sektion der Electrochemical Society. 2006 wurde er Präsident der japanischen chemischen Gesellschaft, 1998 der japanischen photochemischen Gesellschaft und 2003 der elektrochemischen Gesellschaft Japans. 2010 wurde er zur Person mit besonderen kulturellen Verdiensten ernannt. Seit 2009 ist er auswärtiges Mitglied der Academia Europaea. 2017 wurde er mit dem Kulturorden ausgezeichnet.

## Schriften
- als Herausgeber: Diamond Electrochemistry 2005

## Quelle
- Encyclopædia Britannica